# Walter Julius Viktor Schoeller
Walter Julius Viktor Schoeller (* 17. November 1880 in Berlin; † 25. Juli 1965 in Konstanz) war ein deutscher Chemiker und Laboratoriumsleiter in Berlin.

## Leben und Wirken
Walter Schoeller, der Sohn des Berliner Justizrates August Viktor Schoeller (1850–1923) und der Martha Stahlschmid (1857–1882) sowie Enkel von Julius Viktor Schoeller (1811–1883), dem Gynäkologen und Direktor des Berliner Hebammenlehrinstituts, studierte nach seinem Abitur im Jahre 1899 am Königlichen Wilhelm-Gymnasium an den Universitäten in Bonn und Berlin das Fach Chemie. 1900 wurde er im Corps Palatia Bonn recipiert. Bei dem Nobelpreisträger Emil Fischer schrieb Schoeller seine Doktorarbeit über das Phenylalanin. 1906 wurde er zum Dr. phil. promoviert. Anschließend forschte er mit dem Berliner Chemiker Walther Schrauth an quecksilberorganischen Verbindungen zur Herstellung von Medikamenten gegen Syphilis. Diese Forschungen waren noch nicht von Erfolg gekrönt; lediglich einzelne definierte Substanzen fanden damals Anwendung in Diuretika und Holzschutzmitteln. Kurz vor dem Ersten Weltkrieg, an dem Schoeller als Kavallerie- und Gasoffizier teilnahm, bekam er noch die Lehrerlaubnis für Chemie.
Nach den Kriegsjahren erhielt er zunächst 1919–1923 eine Stelle als außerordentlicher Professor für Chemie an der Albert-Ludwigs-Universität Freiburg; er kehrte dann aber nach Berlin zurück, wo er die Leitung der wissenschaftlichen Laboratorien der Schering-Kahlbaum AG übernahm. Hier richtete Schoeller unter anderem mehrere Arbeitsgruppen zur Erforschung und Entwicklung neuer diagnostischer Methoden auf der Basis organischer Röntgenkontrastmittel sowie neuer Pharmaka, insbesondere von Sulfonamiden und goldorganischen Verbindungen, ein.
Mit K. Junkmann berichtete er 1932 über ihre erstmalige Isolierung von Thyreotropin.
Obwohl Schoeller der NSDAP beigetreten war, nutzte er auf geschickte Weise seine familiären und beruflichen Beziehungen zu wichtigen Entscheidungsträgern in der Zeit des Nationalsozialismus, um bedeutende Berliner Forschungseinrichtungen vor politischer Einflussnahme zu schützen. Davon profitierten unter anderem das Kaiser-Wilhelm-Institut (KWI) für Biochemie unter Adolf Butenandt und vor allem das KWI für Biologie unter Otto Warburg. Warburg selbst hat es dabei auch der Einflussnahme Schoellers zu verdanken, dass er, ein Jahr nach seiner Absetzung als Institutsleiter, im Jahre 1942 wieder eingesetzt und restituiert wurde. Dagegen scheiterte Schoellers Versuch, mit Otto Hahn die Freilassung ihres gemeinsamen Freundes Wilhelm Traube zu bewirken, der 1942 aufgrund seiner jüdischen Abstammung verhaftet worden war und vor der geplanten Deportation noch im Gefängnis an den Folgen von Misshandlungen verstarb.

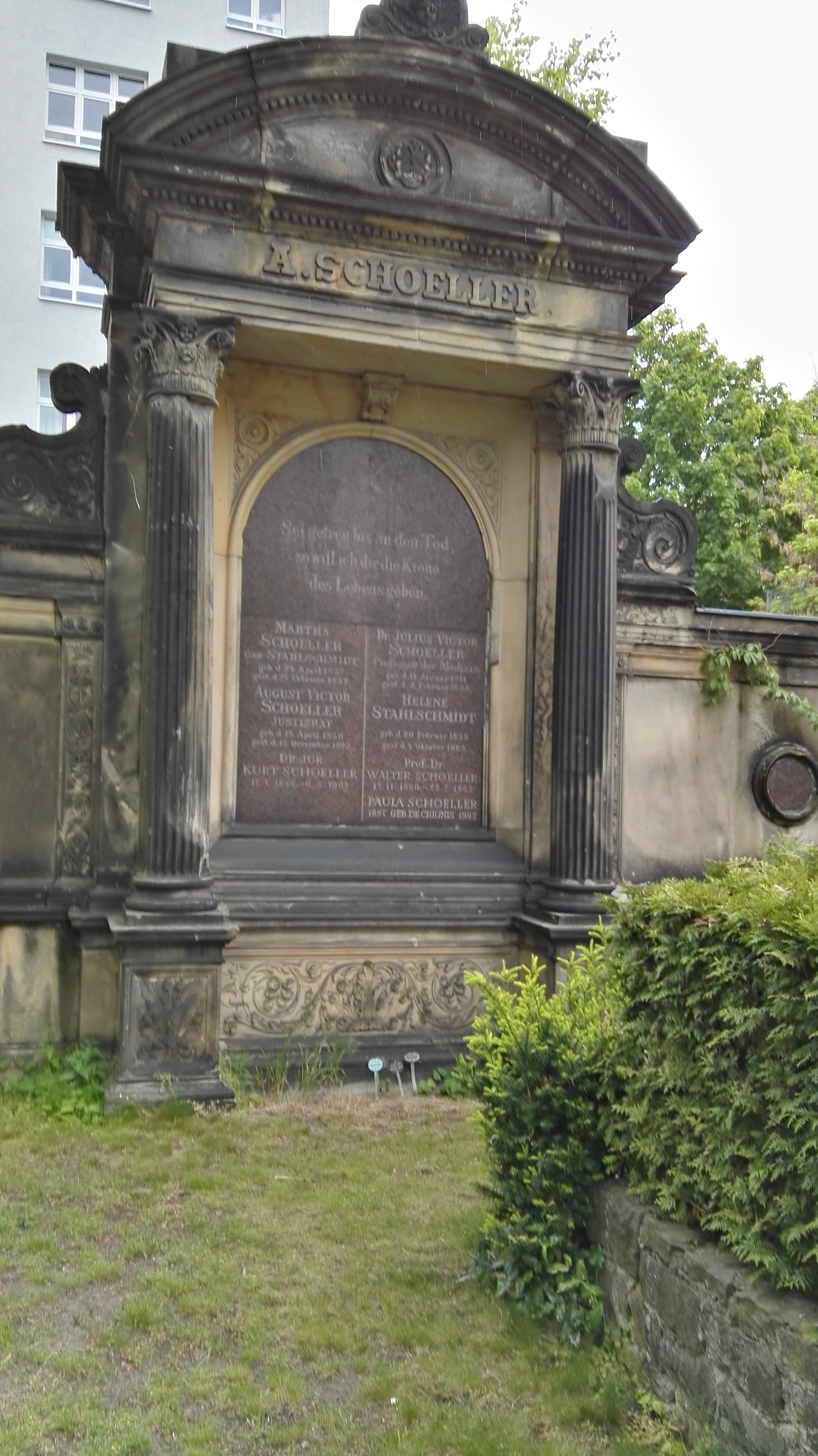
Grabstätte

In der Nachkriegszeit in Deutschland zog es Schoeller wieder in den Süden, wo er 1946–1956 das private Forschungsinstitut für Medizin und Chemie in Heiligenberg am Bodensee leitete. Hier verbrachte er seine letzten Lebensjahre und verstarb am 25. Juli 1965 in Konstanz. Er ist in Berlin auf dem Alten Zwölf-Apostel-Kirchhof bestattet.
Schoeller profitierte während seiner Berliner Zeit beruflich wie menschlich von einer intensiven Zusammenarbeit mit dem späteren Nobelpreisträger Adolf Butenandt. Dieser bediente sich der technischen Möglichkeiten in Schoellers Laboratorien zur Bearbeitung verschiedener Ausgangsprodukte wie beispielsweise Urin oder Plazenta, aus denen er anschließend Östrogene, Gestagene und Androgene isolierte. Schoeller selbst überführte durch katalytische Hydrierung Östrogen in Östradiol und bewies dabei, dass es sich hierbei um die physiologisch wirksame Form des Östrogens handelt.
Weitere Schwerpunkte seiner Arbeit waren die Isolierung von Desoxycorticosteron, womit er dessen Wirkung als Glucocorticoid charakterisierte, sowie die Isolierung und Charakterisierung glandotroper Hormone des Hypophysenvorderlappens. Aus diesen Forschungsergebnissen resultierte nachfolgend die Entwicklung einiger therapeutisch wirksamer Medikamente.

## Ehrungen
Im Laufe seiner Berufsjahre wurde Schoeller für seine Verdienste mehrfach geehrt, unter anderem 1932 mit der Ernennung zum Dr. med. h. c. der Universität Würzburg und 1951 zum Dr. rer. nat. h. c. der TH Braunschweig. Im Jahre 1938 wurde er als Mitglied in die Deutsche Akademie der Naturforscher Leopoldina gewählt und 1955 zum Ehrenmitglied der Deutschen Gesellschaft für Endokrinologie ernannt. Im gleichen Jahr 1955 wurde Schoeller mit dem Verdienstorden der Bundesrepublik Deutschland (Großes Verdienstkreuz) ausgezeichnet. Seit 1960 war er korrespondierendes Mitglied der Braunschweigischen Wissenschaftlichen Gesellschaft.
Im Gedenken an ihre beiden verdienten Mitarbeiter Walter Julius Viktor Schoeller und Karl Junkmann stiftete die Firma Schering AG ab dem Jahre 1966 den Schoeller-Junkmann-Preis der Deutschen Gesellschaft für Endokrinologie in Höhe von derzeit 10.000 Euro für in Europa tätige Endokrinologen unter 40 Jahren für herausragende Forschungsarbeiten.

## Familie
Walter Julius Viktor Schoeller war verheiratet mit Paula de Crignis (* 1887), einer Schwägerin von Philipp Bouhler, dem Reichsleiter der Kanzlei des Führers. Mit ihr hatte er einen Sohn, den Chemiker  Claus Dieterich Schoeller, und die Tochter Marianne. Die Tochter war Journalistin und mit Werner Steltzer, dem Leiter des Informationszentrums des Berliner Senats unter Bürgermeister Willy Brandt und Bruder des Botschafters Hans-Georg Steltzer, verheiratet.

## Werke
- Walter Schoeller/M. Gehrke: Zur Standardisierung des männlichen Sexualhormons, in: Wiener Archiv für Innere Medizin 21, 1931, S. 329–36
- W. Schoeller: Neuere Arbeiten auf dem Hormongebiet, in: Deutsche Medizinische Wochenschrift 58, 1932, S. 1531–34;
- W. Schoeller/Max Dohrn/ Walter Hohlweg: Über Hemmungsfaktoren und der Mechanismus der Wirkung gegengeschlechtsspezifischer Sexualhormone auf die Entwicklung der Keimdrüsen, in: Biochemische Zeitschrift, 264, 1933, S. 352–56
- W. Schoeller/Hans Goebel//Erwin Schenk: Neue Hydrierungsprodukte des Follikelhormons, in: Naturwissenschaft 21, 1933, S. 286
- W. Schoeller: Chemotherapeutische Forschungen auf dem Gebiet der Sulfonamide, in: Chemiker-Zeitung, 67, 1943, S. 21–24;